# Conanthalictus mentzeliae
Conanthalictus mentzeliae là một loài Hymenoptera trong họ Halictidae. Loài này được Timberlake mô tả khoa học năm 1961.